# Beckham (sèrie de televisió)
Beckham és una docusèrie britànica de quatre episodis del 2023 creada per a Netflix. Se centra en la vida del futbolista professional David Beckham i la seva dona Victoria Beckham. Va ser dirigida per Fisher Stevens i protagonitzada pel mateix David Beckham. S'ha subtitulat al català.
Tots els episodis es van publicar el 4 d'octubre de 2023 a Netflix. La sèrie va rebre una puntuació d'aprovació del 88% basada en 24 crítiques al lloc d'agregació de ressenyes Rotten Tomatoes. Va ser nominada a cinc premis Primetime Emmy, inclosa la categoria a millor sèrie documental o de no-ficció.